# Daniel Héctor Álvarez
Daniel Álvarez cuyo nombre completo era Daniel Héctor Álvarez y que tenía el apodo de «Sardina» fue un bandoneonista, compositor de tangos y director de orquesta nacido el 18 de febrero de 1908 en Buenos Aires, Argentina y fallecido el 6 de octubre de 1983, que es considerado una figura importante dentro de este género musical.

## Primeros años
Inicialmente estudió violín  con Andrés Saggese  y Miguel Gianneo  y ya a los catorce años actuaba profesionalmente en el Café Germinal y posteriormente trabajó integrando un trío con Juan Fava  en bandoneón y Adolfo Pitzer  en el piano. Más adelante estudió bandoneón y como ejecutante de ese instrumento formó parte del quinteto encabezado por Antonio Scatasso  que completaban el violinista Alberto Pugliese, el pianista Fidel Del Negro  y el baterista Mario Melfi.

## Incorporación a la orquesta de Francisco Lomuto
En 1926 debutó con la orquesta de Francisco Lomuto reemplazando a Ricardo Luis Brignolo  y tuvo una decisiva influencia en su estilo pues le imprime el sello de su ritmo hasta su alejamiento en 1933. En el año de su incorporación el sello Odeón abandonó el sistema de grabación acústico para reemplazarlo por el eléctrico y Álvarez participó en los primeros registros con el nuevo sistema. En la orquesta de Lomuto participaban los bandoneonistas  Luis Zinkes (apodado "Cuchara") y Haroldo Ferrero, los violinistas Leopoldo Schiffrin ("El Mujic"), Armando Gutiérrez y Carlos Taverna, el pianista Oscar Napolitano, el contrabajista Alfredo Sciarreta, el clarinetista Carmelo Águila el pistonista venezolado Natalio Nappe y el baterista Desio Cillotta, cuyo verdadero nombre era Desio Salvador Culotta. Alternaban los cantores Antonio Rodríguez Lesende, Charlo y El Príncipe Azul.
La presencia en el conjunto de las "cañerías" como en forma algo peyorativa designaban los músicos de tango a los instrumentos distintos de los usados tradicionalmente para ejecutar el mismo, o sea el clarinete, el pistón, la trompeta  o el saxofón, se explica por cuanto después que comenzara la difusión del jazz  algunos conjuntos que hasta ese momento se habían dedicado al tango incorporaron nuevos instrumentos y nuevas obras a su repertorio dando lugar al inicio de la orquesta que llamaban Típica y Jazz Band. Con ellos obtenían el nuevo sonido que les permitían ejecutar las piezas de jazz que habían incorporado al repertorio, lo cual era especialmente provechoso cuando se trataba de animar bailes. Entre los que adoptaron esa modalidad se encontraban Francisco Canaro, Elpidio Fernández, Roberto Firpo y Francisco Lomuto
Cuando en 1931, Lomuto inició sus grabaciones en el sello RCA Victor se había retirado Haroldo Ferrero e incorporado en cambio los bandoneonistas Américo Fígola (apodado "Figazza") y Jorge Argentino Fernández. En la misma época Álvarez toma a su cargo algunos arreglos, que hasta ese momento venía haciendo solamente Carmelo Napolitano. 

Las primeras grabaciones para RCA Victor  incluyeron la ranchera De pura cepa y el tango de Lomuto Nunca más, cantados a dúo por Alberto Acuña y Fernando Díaz.
La orquesta de Lomuto era muy requerida, con actuaciones en el Club Progreso, Club Mar del Plata, Escuela Naval y otros sitios de reunión de la alta sociedad, además del Teatro Coliseo, el Hotel París, el Teatro Variedades, el Club Náutico,  el Teatro Boedo y  el Rivera Indarte de la ciudad argentina de Córdoba. Ya en 1932, la orquesta de Lomuto actúa la fiesta de “La evolución del tango”, realizada en Mar del Plata. En Buenos Aires el conjunto participó de "La fiesta del tango", donde se consagraron dos tangos con viento: Ventarrón (letra de José Horacio Staffolani y música de Pedro Maffia y  El huracán.

## Conjunto propio
En 1934 Álvarez deja la orquesta de Lomuto y forma su propio conjunto con Armando Baliotti (piano), Claudio Casano y Benjamín Holgado Barrio (violines), el propio Álvarez, Nicolás Pepe y Ricardo Pedevilla (bandoneones), Bacigaluppi (contrabajo) y Agustín Volpe como cantor, con el que actuó en las radios Stentor, Ultra y Splendid y acompañó presentaciones del trío Irusta-Fugazot-Demare y, en 1936, disuelto el conjunto, integra el trío junto a Antonio Rodio y Alfredo Malerba, que acompañaba a Libertad Lamarque.
Pasado un tiempo, volvió a intentar con orquesta propia. Allí estaban Antonio Lemos, E. Trajtenberg y Adolfo Quarente (violines), Eduardo Del Puerto, C. Longo y A. Latorre (bandoneones), A. Rosacruz (piano), Hamlet Greco (contrabajo) y la curiosidad de contar como vocalista a Francisco Fiorentino. Actuaron en Radio Ultra y luego hubo una larga gira por Tucumán y otras provincias.
Posteriormente, organizó con Alfredo De Ángelis un conjunto que codirigieron para actuar en el Café Germinal y, nuevamente, en Radio Ultra. Disuelto el conjunto, formó con Antonio Rodio y Alfredo Malerba un trío que acompañaba a Libertad Lamarque.
Posteriormente rehace su orquesta con los violines de Antonio Lemos, E. Trajtenberg y Adolfo Quarente, los bandoneones de Eduardo Del Puerto, C. Longo y A. Latorre, el piano de A. Rosacruz, el contrabajo de Hamlet Greco y la voz de Francisco Fiorentino, actúa en Radio Ultra y hace una extensa gira por el interior del país. Luego con Alfredo De Ángelis organizan y codirigen un conjunto que actúa por Radio Ultra y en el Café Germinal.
En 1937 se ncorporó a "Los magos del tango", con el pianista Juan Polito, los bandoneonistas Nicolás Pepe y Álvarez, el violinista Bernardo Sevilla y el cantor Pedro Arrieta, quien luego cambiaría al nombre de Roberto Arrieta. Por esa época también acompañó por Radio Excelsior  a las cancionistas Adhelma Falcón y Tita Galatro.
Entre 1939 y 1942 realizó presentaciones junto al conocido dúo cómico Buono-Striano (en colaboración con Rafael Buono compuso el tango Noches de luna) y en 1944 animó bailes con su orquesta, en la que Carlos Nelson había sustituido a Arrieta, en "Palermo Palace", en el Dancing Girls y en Mar del Plata. También acompañó a Alberto Marino, y participó en los espectáculos de Blanquita Amaro, en el Teatro Astral y en gira por Brasil. Finalmente dejó la actuación y trabajó como inspector general recaudador en SADAIC hasta su jubilación en 1968.
Daniel Álvarez falleció el 6 de octubre de 1983. Se había casado en 1947 con Aurelia Montserrat y tenía dos hijos, Daniel y María Cristina.

## Obras
- Aquel nocturno
- Caprichos de amor
- Como se muere de amor (letra y música de Álvarez)
- Mar de fondo (letra de Álvarez y música de Oscar Napolitano)
- Sólo a una madre (letra de Máximo Orsi)
- Noches de luna (música de Álvarez y letra de Rafael Buono)
- Volvamos a empezar (música de Álvarez y letra de Eduardo Maradei)
- Júralo que no (música de Álvarez y letra de Héctor Gagliardi)
- Misa de arrabal
- Novia de cristal
- Pasa la promesante (zamba con música de Álvarez y letra de Julio Camilloni)
- Esperemos que cambie la luna (vals).